# Reginald Robinson Lee
Vous lisez un « bon article » labellisé en 2011.
Pour les articles homonymes, voir Lee.
Reginald Robinson Lee (26 mai 1866 - 6 août 1913) est un marin britannique. Né dans une famille de l'Oxfordshire, il décide de prendre la mer où il exerce sa profession pendant une quinzaine d'années. Le Board of Trade britannique lui octroie notamment ses brevets de vigie qualifiée.
En avril 1912, il se trouve dans le nid-de-pie du Titanic le soir de son naufrage et aperçoit l'iceberg avec son collègue Frederick Fleet. Ayant survécu au naufrage, il témoigne devant la commission d'enquête menée à Londres par le Board of Trade. Il meurt l'année suivante des suites d'une pneumonie contractée à bord du Kenilworth Castle.
Son personnage et celui de Fleet apparaissent dans plusieurs des films sur le naufrage.

## Biographie

### Jeunesse et carrière

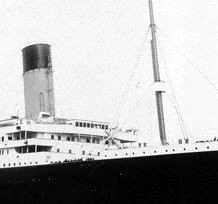
La passerelle de navigation du Titanic avec sur la droite le nid-de-pie dans lequel a servi Lee.

Reginald Robinson Lee est né le 26 mai 1866 à Bensington, dans l'Oxfordshire. Il est baptisé un mois plus tard. Fils d'un instituteur, William Lee, il a par la suite un frère et quatre sœurs. Sa famille réside alors dans le Hampshire où elle a déménagé en 1886[réf. à confirmer].
L'année de la mort de son père en 1887, Lee entre dans la marine et sert à bord de nombreux navires à vapeur transportant du courrier par-delà les océans. Il travaille notamment sur des navires de la Royal Navy et sur un paquebot de l’Atlantic Transport Line. Son service lui permet d'obtenir un brevet de vigie expérimentée remis par le Board of Trade[réf. à confirmer]. En 1911, il sert à bord de l’Olympic, sister-ship du Titanic. En avril 1912, il est finalement affecté au Titanic pour rallier Belfast à Southampton à la suite de ses essais en mer, puis pour la traversée inaugurale du paquebot[réf. à confirmer]. Pour ce travail, lui et les cinq autres veilleurs sont payés 5£ par mois,.
Au moment de son voyage sur le Titanic, Lee est marié à Emily Salinah Hannah Lee, née Hill, bien qu'aucun détail supplémentaire ne soit connu au sujet du mariage[réf. à confirmer].

### LeTitanic
Durant la traversée, il sert avec Frederick Fleet, passant deux heures dans le nid-de-pie puis quatre heures de repos, pendant que les quatre autres veilleurs se relaient. Le 14 avril, il prend son service à 22 heures. Les collègues que Fleet et Lee relèvent, Archie Jewell et George Symons, leur font passer un ordre émanent du deuxième officier Charles Lightoller leur demandant de veiller attentivement à la présence d'icebergs : le navire entre en effet dans une zone où des glaces sont signalées .

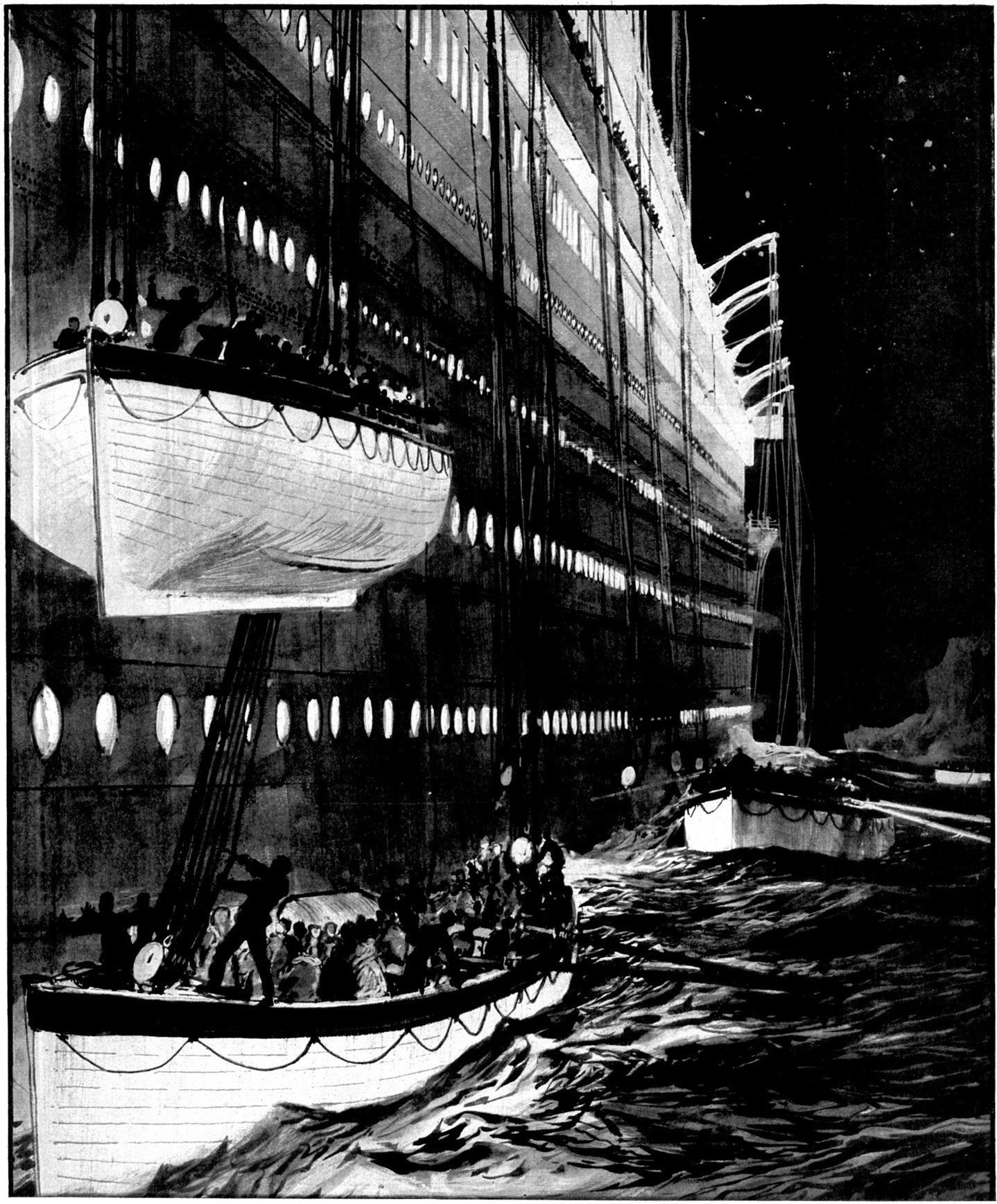
Lors de sa descente, le canot no 15 manque d'écraser le no 13 dans lequel se trouve Lee.

À 23 heures 40, Fleet aperçoit un iceberg et le signale à la passerelle par téléphone et en donnant trois coups de cloche. Ainsi, il est considéré comme celui qui a vu l'iceberg le premier. Cependant, il a pour sa part déclaré à la commission d'enquête américaine qui lui demandait qui avait vu l'iceberg le premier : « C'est moi. Je dis que c'est moi, mais je pense qu'il l'a vu juste en même temps que moi. »
Fleet et Lee restent dans le nid-de-pie jusqu'à ce que deux autres veilleurs les relèvent à minuit. Vers minuit vingt, Lee remarque que l'eau pénètre dans les quartiers de l'équipage, à l'avant du pont E, par une cloison défoncée. Il monte ensuite sur le pont des embarcations, pour se rendre près du canot no 11, auquel il est affecté. Celui-ci se révélant être plein, on lui demande d'embarquer à bord du canot de sauvetage no 13, qui est mis à l'eau à 1 h 35. Lors de sa descente, le canot manque d'être écrasé par le canot no 15, descendu peu après lui ; il est par ailleurs l'un des rares canots à partir à pleine capacité, et il est dirigé par un des chefs de chauffe, Frederick Barrett. Le canot atteint le Carpathia à 4 h 45 le matin suivant.

### Commission d'enquête et mort
Après son sauvetage, Lee est rapatrié en Angleterre et témoigne devant Lord Mersey et la commission d'enquête du Board of Trade le 8 mai 1912[réf. à confirmer]. Il est le premier à mettre en évidence devant celle-ci l'absence de jumelles dans le nid-de-pie, pratique qu'il explique être courante bien que Fleet lui ait raconté en avoir eu pendant ses quatre ans de service sur l’Oceanic. Lee déclare également qu'un de ses collègues a sans succès tenté d'obtenir des jumelles des officiers. Il parle également d'une légère brume qui gênait son travail, mais Fleet ne corrobore pas ce fait. Lord Mersey en déduit que Lee cherche une excuse pour ne pas avoir vu l'iceberg à temps, et couvre une certaine inattention ; mais cette conclusion n'est finalement pas retenue[réf. à confirmer].
Lee meurt le 6 août 1913, au foyer de marins de Southampton, d'une pneumonie qu'il a contractée peu de temps avant, durant son service à bord du Kenilworth Castle de l'Union-Castle Line[réf. à confirmer]. Il est enterré auprès de son père (et rejoint par sa mère en 1920) dans le caveau familial du Highland Road Cemetery à Southsea, dans le Hampshire.

## Au cinéma
Bien que son rôle soit secondaire, le personnage de Reginald Lee apparaît nommément au générique de quatre films sur la catastrophe. Dans Atlantique, latitude 41° (1958), il est incarné par Roger Avon aux côtés de Bernard Fox Dans S.O.S. « Titanic » (1976), Kevin O'Shea tient son rôle. Aaron Pearl l'incarne dans le téléfilm Le « Titanic » de 1996, et c'est Martin East qui l'incarne dans Titanic de James Cameron. Dans ce dernier, Fleet et Lee ont, peu avant la collision, une conversation sur le fait de pouvoir sentir la glace avant de la voir. Les deux veilleurs sont présentés, de façon erronée, comme deux jeunes hommes (Lee avait en réalité 45 ans) inattentifs à leur travail, et plus occupés à regarder les héros flirter sur le pont qu'à guetter les icebergs[réf. à confirmer].